# 瑞穂市老人福祉センター
瑞穂市老人福祉センター（みずほしろうじんふくしセンター）は岐阜県瑞穂市にある老人福祉施設（老人福祉センター）である。

## 概要
- 老人福祉法に基づき、老人の健康増進、教養向上、レクリエーションを目的とした施設である。
- 社会福祉法人瑞穂市社会福祉事業団が運営する。
- 1982年（昭和57年）に本巣郡巣南町の巣南町老人福祉センターとして開所[1]。1992年（平成4年）から巣南町社会福祉協議会が運営されていた。2003年（平成15年）5月1日に本巣郡穂積町、巣南町が合併して瑞穂市が発足すると瑞穂市老人福祉センターに改称。同時に瑞穂市社会福祉協議会（巣南町社会福祉協議会と穂積町社会福祉協議会が合併し発足）の運営となった。

## 施設概要
- 運動指導室
- 栄養指導室
- 図書室
- 教養娯楽室　（松の間・竹の間・梅の間）
- 浴室
- 機能回復訓練室

※2021年現在、栄養指導室、浴室、機能回復訓練室は休止中

## 利用案内
- 住所：岐阜県瑞穂市田之上597番地
- 利用時間：9:00 - 17:00
- 休館日：土日曜日、年末年始（12月29日 - 1月3日）
- 利用可能者：瑞穂市内に在住の60歳以上の高齢者、身体障害者手帳所持者、療育手帳所持者、戦傷病者手帳所持者

## 交通アクセス

### 公共交通機関
- みずほバス十九条・古橋線「巣南庁舎」バス停より徒歩約5分。

## 周辺
- 瑞穂市役所巣南庁舎
- 瑞穂市立巣南中学校
- 瑞穂市西部複合センター（巣南保健センター・瑞穂市図書館分館）
- 瑞穂市巣南公民館
- 巣南郵便局
- JAぎふ巣南